# Robson Bambu
Robson Bambu, bürgerlich Robson Alves de Barros (* 12. November 1997 in São Vicente), ist ein brasilianischer Fußballspieler, der seit Juli 2020 beim französischen Erstligisten OGC Nizza unter Vertrag steht und aktuell an CR Vasco da Gama ausgeliehen ist. Der Innenverteidiger war zwischen 2016 und 2020 für brasilianische Jugendnationalmannschaften im Einsatz.

## Karriere

### Verein
Der in São Vicente geborene Robson Bambu entstammt der Jugendabteilung des FC Santos, der er mit zehn Jahren beitrat. Am 4. August 2016 unterzeichnete er einen professionellen Vertrag, der eine Laufzeit bis zum November 2018 besaß. Im Januar 2018 wurde er in die erste Mannschaft von Cheftrainer Jair Ventura befördert. Am 28. Januar bestritt er beim 1:1-Unentschieden gegen den Ituano FC in der Campeonato Paulista sein Profidebüt. In der Paulistão kam er in drei Spielen zum Einsatz und in der Ligameisterschaft 2018 absolvierte er neun Spiele, in denen er hauptsächlich als Ersatz für die verletzten Gustavo Henrique und Lucas Veríssimo auftrat.
Am 21. November 2018 wurde der ablösefreie Wechsel Bambus zum Ligakonkurrenten Athletico Paranaense bekanntgegeben, wo er einen Vierjahresvertrag unterzeichnete. Sein Debüt absolvierte er bei der 0:1-Heimniederlage gegen den unterklassigen Verein Cascavel CR in der Campeonato Paranaense. Trotz dieser Niederlage gewann er mit seiner neuen Mannschaft die Staatsmeisterschaft letztlich und galt in diesem Wettbewerb als Stammspieler. In der Série A 2019 kam er jedoch nur sporadisch zum Einsatz und beendete diese mit nur acht Einsätzen.
Am 5. Juni 2020 wurde der Transfer Robson Bambus zum französischen Verein OGC Nizza bekanntgegeben, der zum 1. Juli 2020 vollzogen wurde. Der Erstligist sicherte sich die Dienste des Innenverteidigers für eine Ablösesumme in Höhe von acht Millionen Euro und stattete ihn mit einem Fünfjahresvertrag aus. Sein Debüt gab er am 23. August 2020 (1. Spieltag) beim 2:1-Heimsieg gegen den RC Lens.
Im Januar 2022 wurde der Brasilianer bis Ende des Jahres an Corinthians São Paulo ausgeliehen. Im Anschluss folgte eine Leihe an CR Vasco da Gama.

### Nationalmannschaft
Im August 2016 wurde Bambu erstmals für die brasilianische U20-Nationalmannschaft nominiert. Am 4. September 2016 debütierte Robson Bambu beim 2:1-Sieg in einem freundschaftlichen Länderspiel gegen England für die, als er in der 68. Spielminute für Maycon eingewechselt wurde. Mit dieser Auswahl nahm er an der U20-Südamerikameisterschaft 2017 in Ecuador teil, wo er in zwei Spielen zum Einsatz kam.
Im Januar 2020 kam er für die brasilianische U23-Nationalmannschaft beim Qualifikationsturnier zu den Olympischen Spielen 2020 in drei Spielen zum Einsatz und sicherte sich mit der Auswahl die Teilnahme an der Endrunde.

## Erfolge
Athletico Paranaense
- Staatsmeisterschaft von Paraná: 2019
- Copa do Brasil: 2019